# Dżamsrangijn Dordżderem
Dżamsrangijn Dordżderem (mong. Жамсрангийн Дорждэрэм; ur. 13 grudnia 1964 w somonie Tes w ajmaku uwskim, zm. 22 marca 2018) – mongolski judoka. Olimpijczyk z Seulu 1988, gdzie zajął czternaste miejsce w wadze półlekkiej.
Uczestnik mistrzostw świata w 1983 i 1985 roku.

## Letnie Igrzyska Olimpijskie 1988
| Konkurencja | Eliminacje            | Eliminacje             | Klas. końcowa |
| Konkurencja | Przeciwnik I          | Przeciwnik II          | Miejsce       |
| ----------- | --------------------- | ---------------------- | ------------- |
| 65 kg       | Warren Rosser (AUS) Z | Pavel Petřikov (TCH) P | 14.           |